# Richard Sinclair
Richard Sinclair (Herne Bay, 6 giugno 1948) è un bassista, chitarrista, cantante e compositore britannico.
Membro fondatore di Wilde Flowers, Caravan e Hatfield and the North, gruppi progressive  protagonisti della scena di Canterbury, ha suonato anche con i Camel e i National Health. Vanta inoltre diverse collaborazioni con musicisti collegati al rock di Canterbury.

## Biografia

### Wilde Flowers
Il padre di Sinclair, un contrabbassista che influenzerà i suoi gusti musicali, tiene dei concerti ai quali assistono i genitori di Hugh e Brian Hopper, rispettivamente bassista e chitarrista, che per la loro nuova band stanno cercando un altro chitarrista. Invitano l'allora sedicenne Sinclair, che oltre a suonare la chitarra sarà anche seconda voce, e con l'inserimento del batterista Robert Wyatt e del cantante Kevin Ayers nascono nel 1964 i Wilde Flowers, gruppo da cui avrebbe preso il via la scena di Canterbury. La musica di questo periodo iniziale comprende cover di brani famosi e composizioni proprie del gruppo che risentono delle mode ma lasciano trasparire un'originalità che le cover-band di quel tempo non avevano.
Gli impegni negli studi costringono Sinclair a lasciare il gruppo dopo pochi mesi, nei due anni successivi suona sporadicamente ma si tiene in contatto con i Wilde Flowers. Nel frattempo la formazione cambia diverse volte e tra i vari nuovi musicisti vi sono il chitarrista Pye Hastings (che prende il posto di Sinclair), il batterista Richard Coughlan e il tastierista Dave Sinclair, cugino di Richard. Nel maggio del 1966 Wyatt lascia la band, si unisce a Daevid Allen, Mike Ratledge e Ayers per formare i Soft Machine, che diventeranno i capostipiti del filone fusion-sperimentale della musica di Canterbury. Nel 1968 escono anche Coughlan, Dave Sinclair e Hastings per formare i Caravan, gruppo progenitore del filone melodico di Canterbury. Richard Sinclair accetta l'invito a unirsi al gruppo in qualità di bassista.

### Caravan
Nei Caravan Richard Sinclair diventa anche la voce solista insieme al chitarrista Hastings, il cui fratello Jimmy suonerà i fiati come ospite in molti degli album del gruppo. Resta saldo il legame con i Soft Machine, che ottengono i primi successi e diventano un modello da seguire per i Caravan. Subito nel 1968 il gruppo pubblica il primo album, l'eponimo Caravan, nel quale è presente l'influenza sperimentale dei Soft Machine. I successivi If I Could Do It All Over Again, I'd Do It All Over You del 1970 e il capolavoro In the Land of Grey and Pink del 1971 sono considerati i migliori album del gruppo, che elabora un inconfondibile stile melodico lasciando alla sperimentazione un ruolo secondario. Nei primi tre dischi Sinclair compone diversi brani con stravaganti testi psichedelici e al tempo stesso romantici; il suo stile originale e fluido di suonare il basso e la sua voce profonda, bassa e melodica, che si alterna con quella acuta di Hastings, diventano tratti distintivi delle atmosfere da fiaba psichedelica proposte dai Caravan.
Dopo la pubblicazione del terzo album, Dave Sinclair lascia il gruppo e al suo posto arriva l'ex Delivery Steve Miller, tastierista con spiccate tendenze jazz-rock con il quale nel 1972 i Caravan pubblicano il nuovo disco Waterloo Lily. Le atmosfere dei lavori precedenti risultano rarefatte dagli spunti jazz di Miller, che era stato invitato da Richard Sinclair confidando in un nuovo corso musicale. Il risultato è un evidente calo nelle vendite rispetto ai primi dischi. Durante i concerti estivi che seguono la pubblicazione, le divergenze sull'indirizzo musicale da prendere si acuiscono e Sinclair, ritenendo che rimanere legati al pop-rock stesse diventando un fatto commerciale, lascia i Caravan per provare nuove esperienze. In autunno entra in un nuovo gruppo che prenderà il nome Hatfield and the North, un altro importante capitolo della musica di Canterbury.

### Hatfield and the North
Nel primo anno la band cambia formazione due volte e dopo aver firmato per la Virgin Records entra in sala d'incisione con quella che sarà la formazione storica: basso e voce solista di Sinclair, il chitarrista Phil Miller (ex Matching Mole), il batterista Pip Pyle (proveniente dai Gong) e il tastierista Dave Stewart (ex Egg). Data la vena creativa dei compagni, il contributo di Sinclair alla composizione dei brani è molto minore di quello che dava nei Caravan. I testi delle canzoni rimangono stravaganti e divertenti e la sua voce melodiosa e potente domina l'insieme, mentre le molte parti strumentali sono dettate dall'organo di Stewart, che svaria tra il classico e il jazz con frequenti escursioni nella psichedelia. Ne risultano dischi all'insegna del jazz e della fusion, con continui cambi di ritmo e frequenti momenti pastorali.
Nel febbraio del 1974 viene pubblicato il disco di esordio Hatfield and the North e l'anno dopo il secondo album The Rotters' Club. Sinclair approva le idee musicali dei compagni ma alla lunga trova che la musica sia strutturata troppo meccanicamente e non lo diverta più; dopo la pubblicazione del secondo disco lascia il gruppo, che si scioglie, ma rimane in contatto con i vecchi compagni che fondano i National Health con Alan Gowen e altri musicisti dei Gilgamesh.

### Inizio della carriera solista e delle collaborazioni con altri musicisti
Tra le sue prime collaborazioni figura quella del 1974 per l'album Rock Bottom di Robert Wyatt, nel quale suona tre brani in playback. Dopo aver lasciato gli Hatfield si mette in proprio e con una serie di musicisti che si alternano nelle varie formazioni forma prima i Sinclair and the South, divertente riferimento al suo gruppo precedente, e quindi gli RSVP; con queste band tiene concerti e registra materiale che non verrà pubblicato. In questo periodo si mantiene facendo altri lavori non collegati alla musica.

### Camel
Nell'aprile del 1977 entra come bassista nei Camel giusto in tempo per registrare Rain Dances insieme al leader del gruppo, il chitarrista e cantante Andrew Latimer, al tastierista Peter Bardens, al batterista Andy Ward e al sassofonista Mel Collins. La musica non lo soddisfa completamente ma ha molta stima del gruppo per la sua professionalità. Dai concerti di quell'anno viene registrato dal vivo il disco A Live Record e nel 1978 esce l'album Breathless. Segue una tournée con date in Europa, Stati Uniti e Giappone, al termine della quale si sente messo in disparte ed esce dal gruppo.

### Altri lavori in proprio e collaborazioni
A Inizio 1978, quando militava nei Camel, partecipa alle registrazioni dei Caravan del materiale che sarà pubblicato nel 1994 nell'album ''Cool Water; per l'occasione vengono registrati anche alcuni dei suoi brani ma non verranno inseriti nell'album. Dopo aver lasciato i Camel suona con alcune band di Canterbury ma per tre anni la sua attività musicale rimane molto ridotta. Nel 1981 partecipa con Alan Gowen, Phil Miller e Trevor Tomkins alle registrazioni di Before a Word Is Said, album destinato a raccogliere fondi per aiutare Gowen, gravemente malato. Subito dopo Gowen muore e in ottobre Sinclair prende parte alla riunione dei National Health per registrare il disco D.S. Al Coda in memoria dell'amico scomparso. In quel periodo incide anche con i Caravan, per l'album Back to Front, e con il cugino Dave.
Nel 1982 è uno dei membri fondatori degli In Cahoots di Phil Miller insieme a Elton Dean e Pip Pyle. Fanno una tournée europea ottenendo successo e registrano diverso materiale. Sinclair si riconosce nel progetto e gli piace la musica ma non entra in sintonia con le esigenze di Miller e lascia il gruppo. Il suo posto viene preso da Hugh Hopper, suo vecchio compagno nei Wilde Flowers. Nel 1983 registra con lo stesso Hopper i brani di un album progettato da lungo tempo che però vedrà la luce solo nel 1996 con il titolo Somewhere in France; in questo disco oltre a cantare suona diversi strumenti, soprattutto la chitarra. Negli anni che seguono rallenta di nuovo il ritmo del suo impegno musicale, limitandosi ad alcune tournée e a poche collaborazioni, tra le quali spicca quella del 1988 per l'album Split Seconds di Phil Miller.
Il 1990 è invece un anno intenso per Sinclair; riforma i disciolti Caravan, con i quali riesce solo in parte a ricreare le atmosfere dei primi album, prende atto delle difficoltà necessarie a riuscirci e lascia nuovamente il gruppo. Quello stesso anno si riuniscono anche gli Hatfield and the North, ma solo per un'apparizione in una televisione francese. Torna inoltre a lavorare con Hopper a un progetto di nome Going Going a cui prendono parte anche Mark Hewins alla guitar synth, Andy Ward alla batteria e Vince Clark alle percussioni. Forma quindi i Richard Sinclair's Caravan of Dreams, nei quali entrano a far parte Dave Sinclair, Jimmy Hastings e l'ex batterista dei Camel Andy Ward. L'album di esordio del 1992 prende il nome del gruppo e comprende una serie di brani scritti negli ultimi 15 anni. Dopo l'album dal vivo An Evening of Magic pubblicato nel 1993, i Caravan of Dreams si sciolgono e nel 1994 Sinclair realizza il suo primo album solista, R.S.V.P., che vede la collaborazione di diversi musicisti tra i quali spiccano i nomi di Hugh Hopper, Andy Ward, il sassofonista dei Gong Didier Malherbe, Pip Pyle e Jimmy Hastings. I brani variano tra il jazz, il progressive, la bossa nova e la world music del brano Bamboo di Malherbe, per un disco che viene definito uno dei migliori della musica di Canterbury negli anni novanta.

### Ritorno sulle scene dopo una lunga pausa
Quello stesso anno si trasferisce in Polonia, dove rimarrà a vivere quattro anni. Tra il 1995 e il 2002 si prende una nuova pausa dagli impegni musicali, ad eccezione di alcune tournée nei Paesi Bassi, dove nel 1996 tiene il suo ultimo concerto prima di tornare sulle scene nel 2002 con una serie di concerti in Giappone e un'esibizione negli Stati Uniti con il pianista David Rees-Williams. Nel 2003 tiene un concerto a Parigi con l'ex Gong Theo Travis, con il quale la collaborazione continua anche in seguito. Quello stesso anno collabora nel disco Full Circle del cugino Dave Sinclair e l'anno dopo in Earth To Ether di Travis. Si esibisce quindi in diversi concerti con la propria band in cui figurano Travis, Phil Miller, il tastierista Alex Maguire e il percussionista Roy Dodds.
Questi concerti sono il preludio della riunione dei disciolti Hatfield and the North nel 2005 con Pyle, Phil Miller e Alex Maguire. Il gruppo compie diverse tournée in Europa, in Giappone e nel Nord-America, ma la morte di Pip Pyle nell'agosto 2006 crea un vuoto che porta poco dopo al definitivo scioglimento. In quel periodo Sinclair si trasferisce a vivere a Martina Franca, in Puglia, dove era venuto a fare diversi concerti con Caravan e Hatfield. Negli anni seguenti continua a comporre la propria musica, a suonare con musicisti locali e ad aiutare nuovi gruppi.

## Discografia

### Solista
- 1994 R.S.V.P.
- 2002 Live Tracks (raccolta di brani dal vivo)

### Con i Richard Sinclair's Caravan of Dreams
- 1992 Richard Sinclair's Caravan of Dreams
- 1993 An Evening of Magic

### Con i Wilde Flowers
- 1994 The Wilde Flowers (raccolta di brani degli anni sessanta)

### Con i Caravan
- 1968 Caravan
- 1970 If I Could Do It All Over Again, I'd Do It All Over You
- 1971 In the Land of Grey and Pink
- 1972 Waterloo Lily
- 1976 Canterbury Tales (The Best Of Caravan)
- 1982 Back to Front
- 1994 Cool Water (brani registrati nel 1977-'78)
- 1998 Songs for Oblivion Fishermen (raccolta di brani dal vivo dei primi anni settanta)

### Con gli Hatfield and the North
- 1973 Hatfield and the North
- 1975 The Rotters' Club
- 1980 Afters
- 1991 Hatfield and the North Live T.V. 1990
- 2005 Hatwise Choice
- 2006 Hattitude

### Con i Camel
- 1977 Rain Dances
- 1978 Breathless
- 1978 A Live Record

### Altri contributi
- 1974 Rock Bottom (Robert Wyatt)
- 1981 Before A Word Is Said (Alan Gowen, Phil Miller, R. Sinclair e Trevor Tomkins)
- 1981 D.S. Al Coda (National Health)
- 1988 Split Seconds (Phil Miller)
- 1992 The Wilde Canterbury Dream (Todd Dillingham, R. Sinclair, Jimmy Hastings e Andy Ward)
- 1995 Supper's Ready (AA.VV.)
- 1996 Somewhere in France (R. Sinclair e Hugh Hopper)
- 1998 7 Year Itch (Pip Pyle)
- 2003 Into the Sun (Dave Sinclair)
- 2003 Full Circle (Dave Sinclair)
- 2004 Earth to Ether (Theo Travis)
- 2005 What in the World (Richard Sinclair, David Rees-Williams e Tony Coe)
- 2005 Illuminations (Glass)
- 2012 Prog Exhibition 2 - Il Festival della Musica (AA.VV.)
- 2013 Virtually (The Relatives & Phil Miller)

## Filmografia
- 2015 – Romantic Warriors III: Canterbury Tales